# Orçay
Orçay ist eine französische Gemeinde mit 216 Einwohnern (Stand: 1. Januar 2022) im Département Loir-et-Cher in der Region Centre-Val de Loire; sie gehört zum Arrondissement Romorantin-Lanthenay und zum Kanton Selles-sur-Cher.

## Geographie
Die Gemeinde Orçay liegt acht Kilometer nordnordöstlich von Vierzon an der Grenze zum Département Cher. Umgeben wird Orçay von den Nachbargemeinden Theillay im Westen und Norden, Nançay im Nordosten und Osten, Vouzeron im Osten und Südosten, Saint-Laurent im Südosten und Süden sowie Vierzon im Süden und Südwesten.

## Bevölkerungsentwicklung
| Jahr                       | 1962 | 1968 | 1975 | 1982 | 1990 | 1999 | 2006 | 2017 |
| Einwohner                  | 200  | 177  | 191  | 260  | 259  | 257  | 239  | 235  |
| Quellen: Cassini und INSEE |      |      |      |      |      |      |      |      |

## Sehenswürdigkeiten

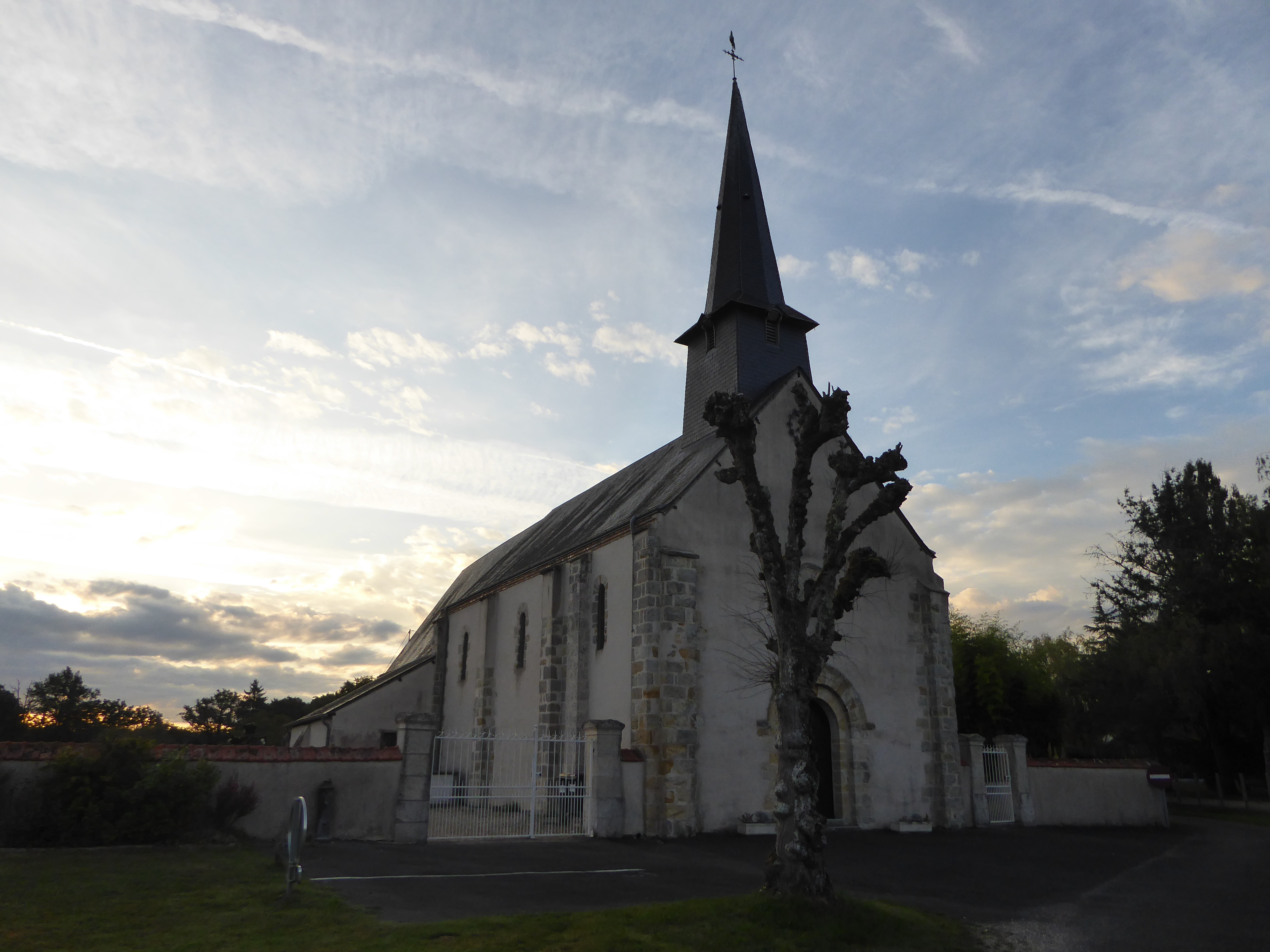
Kirche Saint-Ursain

- Kirche Saint-Ursain
- Schloss La Bourdonnière
- Schloss Le Coudray
- Schloss Brédoury